# Eudonia hemicycla
Eudonia hemicycla là một loài bướm đêm trong họ Crambidae.